# Simon Konianski
Simon Konianski è un film del 2009 diretto da Micha Wald.

## Trama
Simon Konianski è un trentacinquenne belga, disoccupato e separato dalla moglie costretto a chiedere ospitalità, col figlioletto Hadrien, al proprio padre Ernest, un anziano ebreo originario dell'Ucraina sopravvissuto ai campi di sterminio. La convivenza fra Simon ed Ernest è difficile: Simon non segue le tradizioni familiari ebraiche, disapprova la politica di Israele, rifiuta di frequentare le ragazze ebree (aveva anzi sposato una ballerina goy, non ebrea), e non approva che Simon racconti al piccolo Hadrien le sofferenze patite. Ernest muore dopo aver espresso il desiderio di essere seppellito in Ucraina, nel suo villaggio natale, accanto alla prima moglie. Simon intende esaudire le ultime volontà paterne trasportando in Ucraina con la propria automobile la bara, in compagnia del piccolo Hadrien e dei petulanti zii Maurice e Mala.

## Critica
Il film è stato presentato fuori concorso al Festival internazionale del film di Roma 2009 nella sezione "L'altro Cinema - Extra". Le critiche furono molto positive. Per Maria Rosa Mancuso Simon Konianski è, dopo Up in the Air, «il film più bello del festival». Per Paolo Mereghetti, «la commedia fa ridere portando al parossismo i difetti caratteriali e geografici dei singoli interpreti, senza preoccuparsi di nessun tipo di correttezza [...]. Il risultato è una commedia insolita e dissacrante, che riesce a farci ridere anche dei kapò e che alterna momenti di pura comicità slapstick a una «scorretta» (ma mai offensiva) lettura dell'ebrietudine».